# Tapinauchenius sanctivincenti
Tapinauchenius sanctivincenti é uma espécie de aranha pertencente à família Theraphosidae (tarântulas).